# Elicarlos
Elicarlos Souza Santos, genannt Elicarlos, (* 8. Juni 1985 in Laranjeiras) ist ein brasilianischer Fußballspieler. Der Rechtsfüßer wird im zentralen Mittelfeld eingesetzt.

## Karriere
Elicarlos startete im Nachwuchsbereich des CA do Porto. Von hier aus wurde er gleich zu Beginn seiner Laufbahn an Náutico Capibaribe ausgeliehen. Sein erstes Spiel für den Klub bestritt er am 13. Mai 2007 in der Série A. In dem Spiel gegen Atlético Mineiro lief er von Beginn an auf. Sein erstes Profitor erzielte er in derselben Série A 2007. Gegen den FC Santos erzielte er mit recht in der 32. Minute die  1:0-Führung nach Vorlage von Hamilton dos Santos.
Zum Start der Ligasaison 2008 wurde Elicarlos vom Cruzeiro EC verpflichtet. Mit dem Klub spielte er weiterhin in der Série A und gab sein Debüt auf internationaler Klubebene. In der Copa Libertadores 2009 lief er am 19. Februar 2009 das erste Mal auf. In dem Spiel wurde er in der 81. Minute für Fabrício eingewechselt. Sieben weitere Einsätze in dem Wettbewerb folgten. Kurz vor Ende der Série A 2010 verletzte sich Elicarlos am 1. August am Schlüsselbein im Spiel gegen den Lokalrivalen Atlético Mineiro. Er fiel für vier Wochen aus.
Zum Jahreswechsel 2010/11 wurde Elicarlos wieder von Náutico verpflichtet. Mit Klub spielte er in der Saison in der Série B. Am Saisonende wurde Náutico Vizemeister und schaffte den Aufstieg in die Série A. Der Klub und Elicarlos konnten bis zur Saison 2013 hier verweilen. Dann erfolgte der Wiederabstieg in die Série B. Zur Série A 2015 wurde Elicarlos an den Chapecoense ausgeliehen. Elicarlos kehrte dadurch in die Série A zurück.
Direkt zum Start der Série A 2016 wechselte Elicarlos zum Figueirense FC. Nach einer Zwischenstation 2017 beim Santa Cruz FC, kehrte Elicarlos im August des Jahres zu Chapecoense zurück. Bei dem Klub blieb Elicarlos bis Ende 2019. Danach blieb er zunächst ohne neue Anstellung. Erst im August des Jahres unterzeichnete Elicarlos beim Botafogo FC (SP) für die Austragung der Série B 2020.
Im März 2021 wechselte Edicarlos zum zweiten Mal nach 2017 zum Santa Cruz FC. Im Dezember 2021 wurde der Wechsel von Elicarlos zum AO Itabaiana für die Saison 2022 bekannt. Nach der Austragung der Staatsmeisterschaft von Staatsmeisterschaft von Sergipe mit dem Klub wechselte der Spieler zum Juazeiro SC. Mit diesem trat er in der zweiten Liga der Staatsmeisterschaft von Bahia an. Nach dem Scheitern Elfmeterschießen im Halbfinalrückspiel gegen den Jacobinense EC, ging er noch zur ADRC Icasa für den Kampf um den Staatspokal von Ceará (sechs Spiele, kein Tor). Danach ging seine Reise durch die unterklassigen Klubs weiter.

## Erfolge
Cruzeiro
- Staatsmeisterschaft von Minas Gerais: 2008, 2009
- Campeonato Internacional de Verano: 2009

Náutico
- Staatspokal von Pernambuco: 2011
- Staatsmeisterschaft von Pernambuco: 2013